# 属都海
属都海也作属都岗湖、属都错，位于中国云南省西北部香格里拉市境内，地处县城建塘镇东北方35公里，是普达措国家公园重要组成部分。湖面海拔3705米，面积1.1平方公里。湖水从西南岸出流汇入金沙江支流硕多岗河。